# 필립스 PM5544

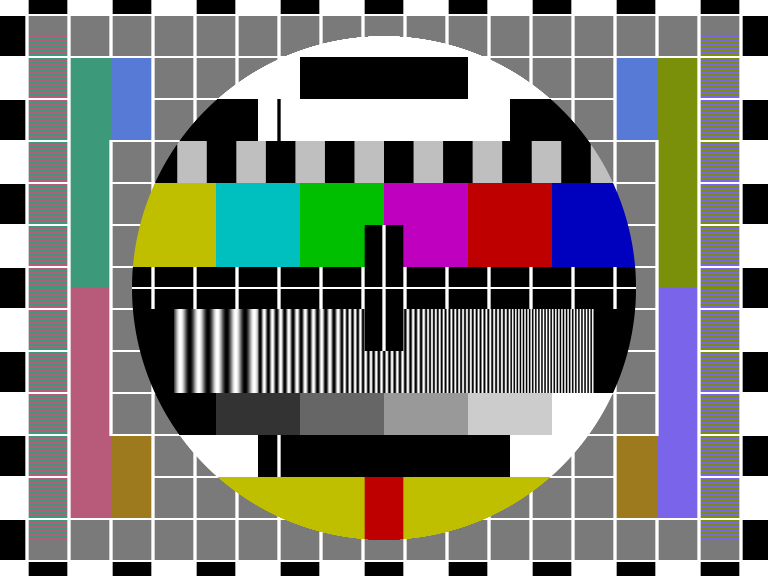
필립스 PM5544 텔레비전 테스트 패턴

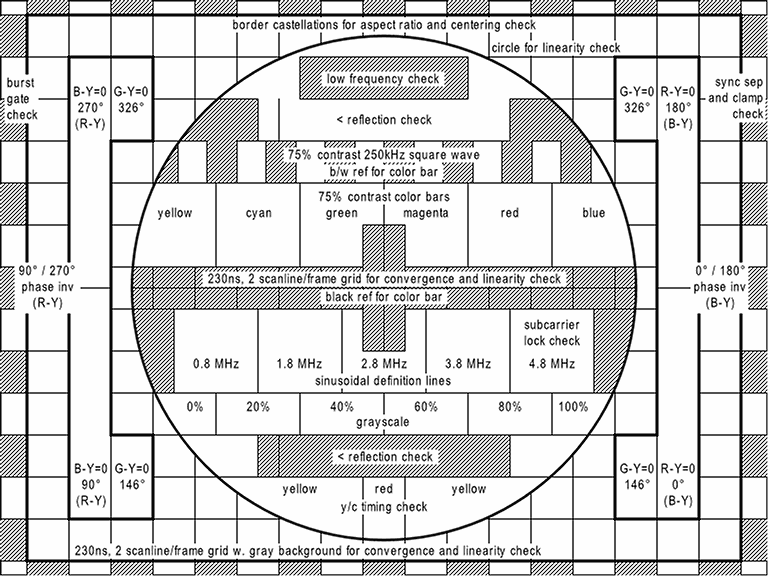
Components of the PM5544 pattern

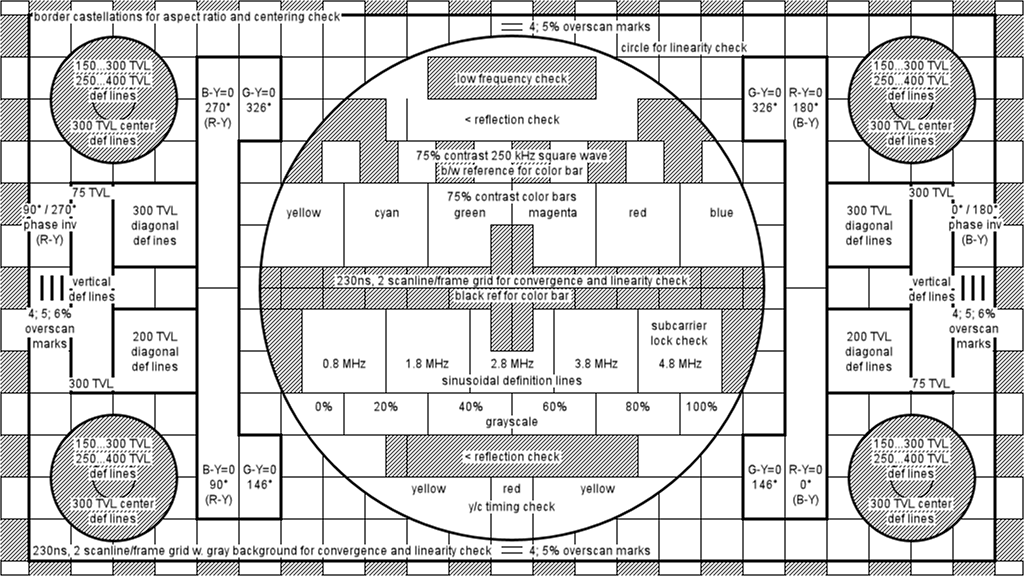
Components of the PM5644 pattern

필립스 PM5544는 텔레비전에서 쓰이는 테스트 패턴 중 하나이다. 필립스 패턴 또는 PTV Circle이라고도 불린다. 패턴의 배치와 요소는 1966-67년 당시 필립스 TV의 엔지니어 Finn Hendil(da)(1939-2011)이 제작한 것이다. 1968-69년, 엔지니어 Finn Hendil과 필립스는 PM5544 패턴 생성기도 제작했다. 1970년대 초 PM5544가 소개된 이후 필립스 패턴은 가장 많이 쓰이는 테스트 패턴중 하나가 되었으며, 유일하게 SMPTE 컬러바, BBC의 테스트 카드 F와 Snell & Wilcox Zone Plate가 필립스 패턴의 점유율을 따라오고 있다.
필립스 패턴은 이후 필립스의 테스트 패턴 생성기에는 물론 다른 제조사들의 테스트 패턴 생성기에도 추가되었다.
1971년부터 1990년대 후반까지, BBC는 테스트 카드 F와 함께 테스트 카드 G라고 불리는 약간 수정된 PM5544 패턴을 내보냈다. 영국의 IBA는 1970년대에는 PM5544 패턴을 사용했으나 테스트 카드 G를 폐기하고 ETP-1라는 자체 제작 테스트 패턴을 만들어 1979년부터 현재까지 ITV에서 사용하고 있다. 625 라인의 PAL 방식을 채택하고 있는 많은 방송사들은 필립스 패턴의 형태를 쓰고있다.
필립스 패턴은 PAL 방식에 적합하도록 설계되었다. 그러나 흔하지 않지만 과거 525 라인을 사용했던 NTSC 방송사인 캐나다의 CBFT-TV와 CBMT-TV, 미국의 WBOY-TV와 WNYW, 필리핀의 DZBB-TV, 미얀마의 Myawaddy TV, 대한민국의 KBS와 MBC, 중화민국의 TTV Main Channel과 CTV Main Channel, CTS Main Channel에서 필립스 패턴을 사용하였다. 일본의 방송사 NHK도 525 라인을 사용했던 다른 방송사들과는 다르게 NTSC-J 방식이라는 기술적인 차이가 있었으나, 필립스 패턴을 사용했었다.

## 나라별
오스트레일리아의 방송사인 ABC, SBS와 기타 상업방송에서 필립스 패턴이 수 년간 널리 쓰였으며, 뉴질랜드의 방송사 TVNZ에서도 필립스 패턴이 쓰였다.
에스파냐의 민영 방송사인 TV3, El 33, Telemadrid, Antena 3, Canal+ Spain은 1980년 초부터 필립스 패턴을 사용하였고 국영 방송 TVE는 자체 제작한 테스트 패턴을 1975년부터 2000년대 초까지 사용하였다.
벨기에에서는 공영방송사인 VRT를 필립스 패턴을 썼으나 VTM도 테스트 패턴을 내보냈다.
사우디 아라비아의 SBC는 1982년부터 2009년까지 수정된 필립스 패턴 PM5544를 사용했다. 원을 둘러싼 양쪽의 괄호 모양 구조가 사라졌으며 원의 1/4 가량이 흰색과 검은색 배경으로 교체되었다.
대한민국의 모든 방송사에 1980년 컬러 텔레비전 방송 시작부터 2000년대 중반까지 필립스 패턴 PM5544를 사용했다. 또, 2004년에 강제 폐국 조치를 받기 직전의 경인방송을 비롯해 MBC, 대구MBC, 포항MBC, 마산MBC, 부산MBC 등 일부 MBC의 가맹네트워크와 PSB, TBC, TJB, KBC, UBC 등 일부 지역 민방사에서도 정파 시간에 이 화면을 사용하여 1khz 짜리의 '삐~' 소리 혹은 배경 음악, 무음 등으로 송출한 적이 있었다.
많은 방송사들은 필립스 PM5544의 원 안에 방송국의 로고, ID, 시간이나 날짜를 삽입하였다. 이러한 양상은 유럽 일부나 아시아에서 흔하다.
1990년대, 필립스는 넓은 화면을 수용하는 필립스 PM5644를 소개하였다. 필립스 PM5644는 기존 필립스 PM5544의 기본 구조를 그대로 두었으며 오버스캔 마크와 더 많은 테스트 마크를 추가했다. 이전 모델인 필립스 PM5544처럼, 필립스 PM5644도 많은 제조사들의 테스트 패턴 생성기에서 채택되었다.
많은 제조사와 생성기가 필립스 패턴을 제공했기 때문에, 필립스 패턴도 또한 많은 버전이 존재한다. 테스트 카드 생성기의 브랜드와 종류, 그리고 방송사가 설정하는 방식에 따라 소소하게 변형된다.

## 같이 보기
- 테스트 패턴
- 필립스 PM5540